# Ingrandes (Indre)
Ingrandes é uma comuna francesa na região administrativa do Centro, no departamento Indre. Estende-se por uma área de 11,07 km². Em 2010 a comuna tinha 319 habitantes (densidade: 28,8 hab./km²).